# 屈膝章
屈膝章（阿拉伯语：‎）
是《古蘭經》第45章（蘇拉），共計37節（阿亞）。著名的中國《古蘭經》翻譯家馬堅將「屈膝」音譯為查西葉。

## 外部連結
- （中文）煙霧章導讀 （页面存档备份，存于）
- （英文）（阿拉伯文）Altafsir.com （页面存档备份，存于）-屈膝章注釋